# Sant Valentí de Rodès
L'església de Sant Valentí de Rodès era la capella romànica, ara en ruïnes del Castell de Rodès, situat en el poble de Rodès, de la comarca del Conflent, a la Catalunya del Nord.
És l'antiga capella del castell de Rodès i és entre les ruïnes del castell; n'ocupa el sector sud-est, i era al costat de la porta d'accés al recinte del castell, portal actualment desaparegut.
La capella és del tot en ruïnes, però en queden diversos vestigis que permeten de reconèixer el lloc que ocupava dins del recinte. Era al primer pis de les dependències de l'angle sud-est del castell. La seva capçalera, quadrada i annexa a la muralla, era encarada a llevant. Es conserva la finestra en forma de creu grega en el pany de muralla conservat en aquell sector del castell, el més destacat del conjunt de les ruïnes. Està orientada d'oest a est, com és habitual en el romànic; a l'extrem de llevant se'n veu encara sencera una part de la volta, així com l'arrencada de la volta en el mur nord. Aquesta volta era d'una factura molt semblant a la de la sala inferior, conservada. Com la resta del castell, és obra del segle xi.
L'única referència documental de la capella data del 1350, quan es va reconèixer a Cornellà Amill, prevere de Rodès, un benefici existent en la capella situada dins del castell de Rodès.